# Jaydon Hibbert
Jaydon Hibbert (17 de enero de 2005) es un deportista de Jamaica que compite en atletismo. Ganó una medalla de plata en el Campeonato Mundial de Atletismo Sub-20 de 2021, en la prueba de Triple salto.